# Sapirpriset
Sapirpriset (hebreiska: פרס ספיר; engelska: Sapir Prize for Literature) är ett israeliskt litteraturpris som delats ut årligen sedan 2000 och som hör till Israels största och mest prestigefyllda.